# Onopgeloste problemen in de natuurkunde
Dit is een onvolledige lijst van enkele onopgeloste problemen in de natuurkunde (ook wel fysica). Enkele zijn theoretisch, omdat de bestaande theorieën de waarnemingen en verschijnselen niet kunnen verklaren. Andere zijn experimenteel. Dit betekent dat het moeilijk is een experiment op te stellen of om een verschijnsel van dichterbij te bestuderen. Nog andere balanceren op de grens van de pseudowetenschappen. Dit zijn wetenschappen die door gerenommeerde fysici niet als zodanig worden erkend.

## Verschijnselen waarvoor nog geen verklaring is
- Kosmologische constante: Het staat nu vast dat de expansie van het heelal versnelt. Hoe komt dat?
- Bolbliksem: Wat gloeit daar precies? Hoe kan dat verklaard worden?
- Baryon-asymmetrie: Hoe komt het dat er meer materie is dan antimaterie?
- Fundamentele constanten in de fysica: Waarom zijn ze zoals ze zijn en niet anders?
- Melkwegstelseldraaiingsprobleem: Hoe komt het dat de buitenste elementen van de Melkweg even snel rond de kern draaien als de binnenste? Als mogelijke oorzaken worden de donkere materie en een gewijzigde dynamica van Newton voorgesteld. Welke theorie is de juiste, als er al een juiste is?
- Kosmische inflatie: Is de theorie van de kosmische inflatie correct?
- Gravitatiegolven: Is ons heelal gevuld met gravitatiestraling van de oerknal? Of is het van astronomische oorsprong, zoals rond elkaar wentelende neutronensterren? Wat kunnen we hieruit leren in verband met kwantumzwaartekracht en algemene relativiteit?
- Magnetische monopolen: Zijn er deeltjes die 'magnetische lading' dragen? En zo ja, waarom zijn die zo moeilijk te ontdekken?
- Massa van neutrino's: Wat is de massa van de verschillende neutrino's?
- Protonverval: Vervallen protonen? Zo ja, wat is hun halfwaardetijd?
- Kwantumchromodynamica (QCD) in niet-perturbatieve omgeving: De formules van de QCD blijken niet te kloppen voor de energieniveaus van atoomkernen.
- Pijl van de tijd: Heeft tijd een richting? Verloopt het in één richting van het verleden naar de toekomst of is het zo dat tijd door elkaar heenloopt?